# Fincastle (Tennessee)
Fincastle – jednostka osadnicza w Stanach Zjednoczonych, w stanie Tennessee, w hrabstwie Campbell.